# OMC (Budrio)
OMC is een historisch merk van bromfietsen.
Italiaans merk dat gevestigd was in Budrio bij Bologna.
Er werden bromfietsen gemaakt met Morini en Minarelli-blokjes. Het feit dat dit watergekoelde motoren waren duidt er op dat het om een recente periode gaat.